# 1-я Останкинская улица
1-я Оста́нкинская у́лица — улица на севере Москвы, в Останкинском районе Северо-Восточного административного округа; между Ботанической улицей и Останкинским проездом. На улице находятся музей-усадьба Останкино, Останкинский парк и храм Живоначальной Троицы в Останкино.

## История
Изначально называлась Дворцовая улица, по Останкинскому дворцу. В 1922—1928 годах — Останкинская улица, с 1928 года — 1-я Останкинская улица. Названа по бывшему подмосковному селу Останкино (с конца XIX века в черте Москвы), на территории которого находится.

## Расположение
1-я Останкинская улица проходит с запада на восток и начинается от Ботанической улицы вдоль Останкинского парка слева и Останкинского пруда справа, пересекает Новомосковскую улицу, улицу Валентины Леонтьевой, Хованскую и Прасковьину улицы, затем 3-й, 5-й и 6-й Останкинские переулки, заканчивается недалеко от Главного входа ВДНХ, на пересечении с Продольным проездом, переходит в Останкинский проезд.

## Примечательные здания и сооружения
- По нечётной стороне:

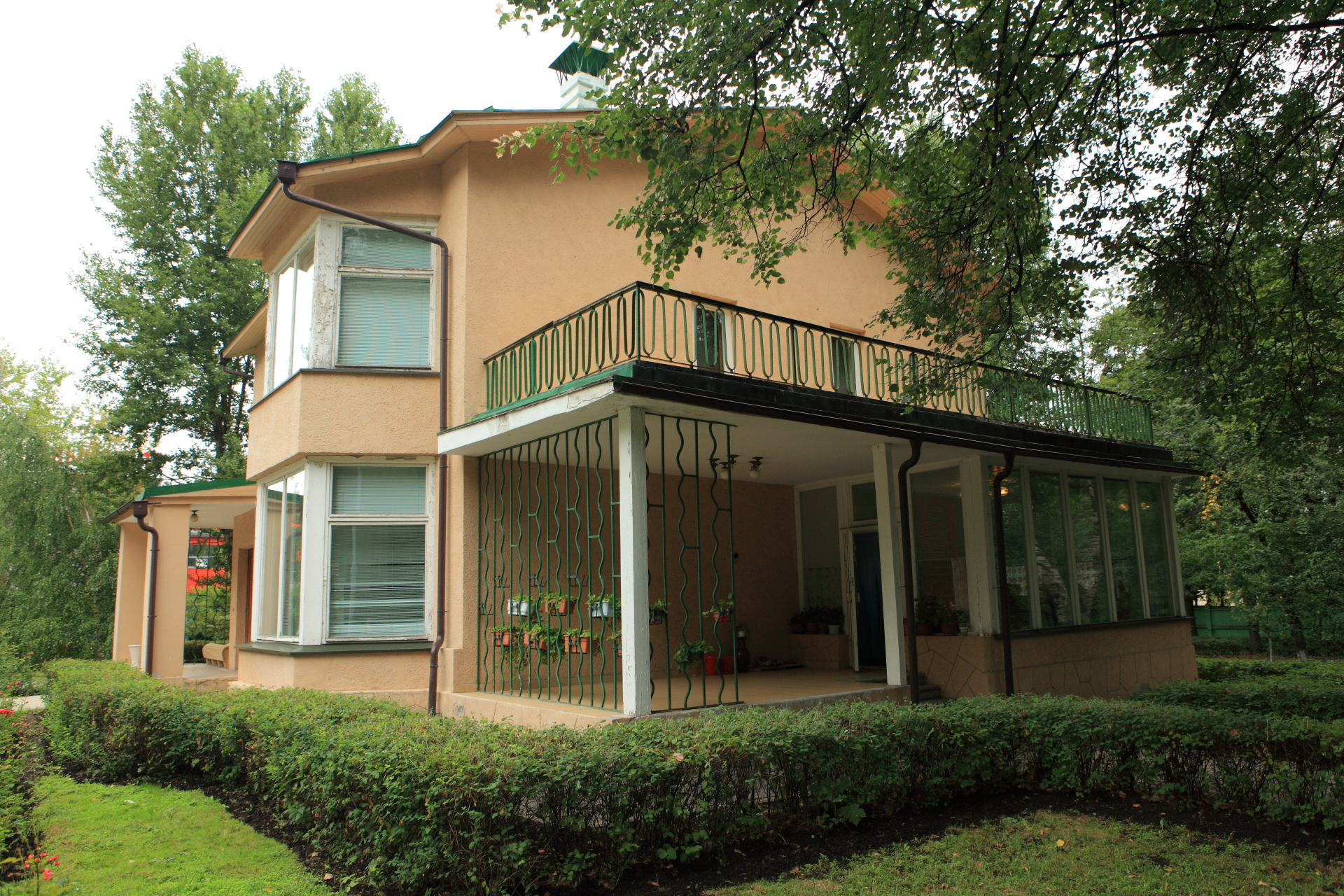
Дом 28. Мемориальный дом-музей академика С. П. Королёва.

- № 1А — диспетчерская трамвайной к/ст «Останкино», совместно с кафе "Пончики";
- № 3, строение 1 — Московский городской центр реабилитации больных со спинномозговой травмой и последствиями ДЦП;
- № 5 — музей-усадьба Останкино;
- Владение 7А — Культурно-спортивный парковый комплекс Останкино;
  - В сентябре 2024 года при входе в парк был открыт памятник поэту и политическому деятелю Российской империи Гавриилу Романовичу Державину[2].
- № 7, строение 2 — Храм Троицы Живоначальной в Останкине (Подворье патриарха московского Всея Руси);
- № 7А, строение 19 — Международная профессиональная лига русского бильярда;
- № 29 — школа № 1415 (с углублённым изучением английского языка);
- № 33. корпус 3 — ресторан «Паша»;
- Дом 35 — Останкинская межрайонная прокуратура г. Москвы; Останкинский районный суд г. Москвы;
- № 53 — торговый центр "Рапира XXI", караоке-клуб "Меццо форте"
- № 55 — торговый центр «РМ»;
- № 57 — автобусно-электробусная станция «ВДНХ-Южная».

- По чётной стороне:
- № 28 — Мемориальный дом-музей академика С. П. Королёва.

## Общественный транспорт
По улице проходят маршруты автобуса и электробуса:
| 599: | ВДНХ • Владыкино               |
| 803: | ВДНХ • Отрадное • Бескудниково |

«→» — остановки проходятся только при движении в прямом направлении; «←» — остановки проходятся только при движении в обратном направлении.
Ближайшая станция метро —  ВДНХ. Ближайшая железнодорожная платформа —  Останкино.